# 褐煤

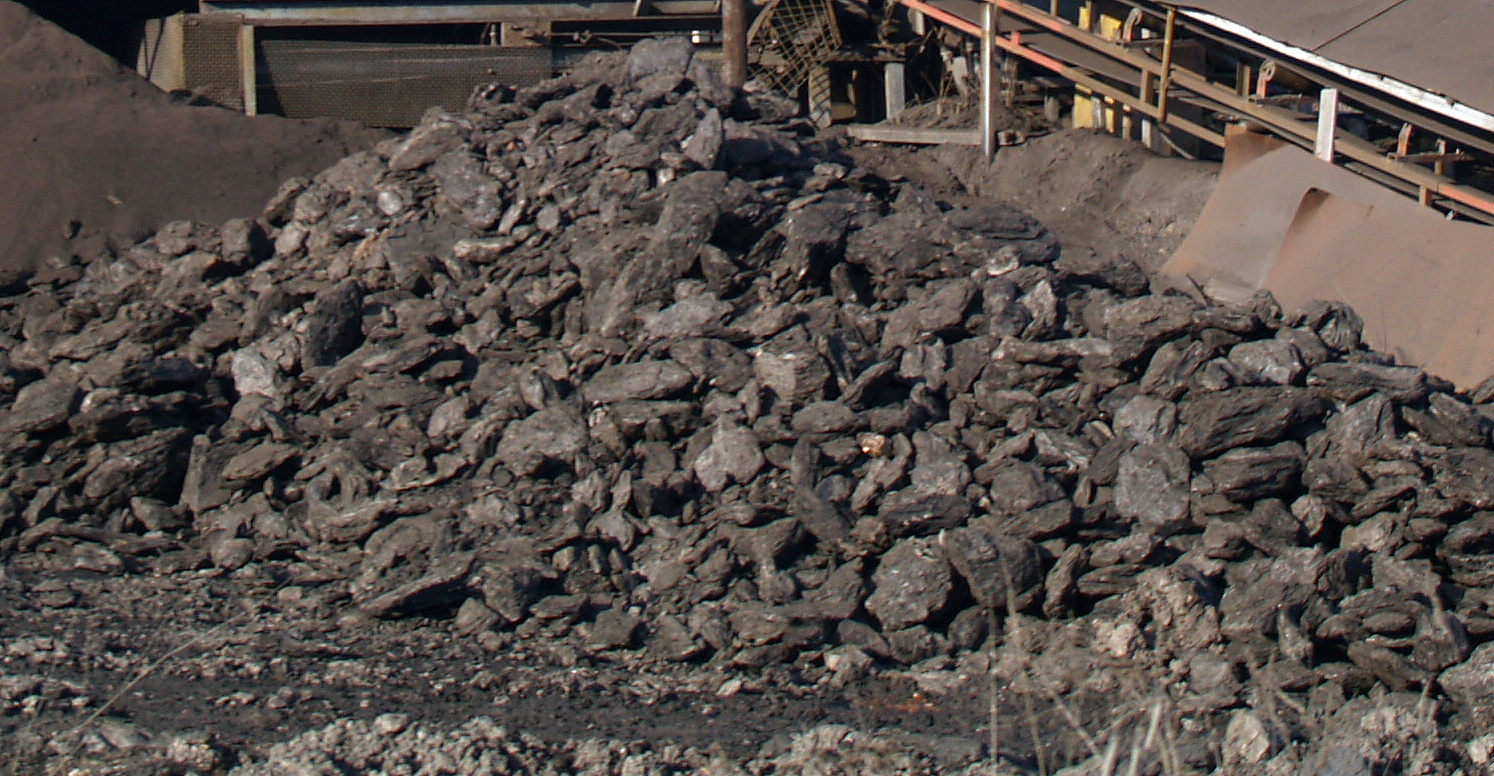
褐煤

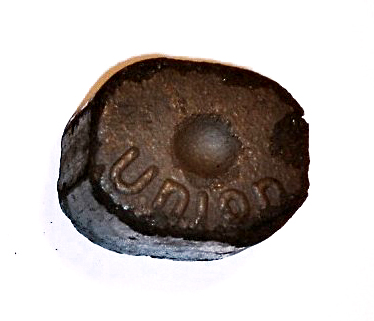
褐煤饼

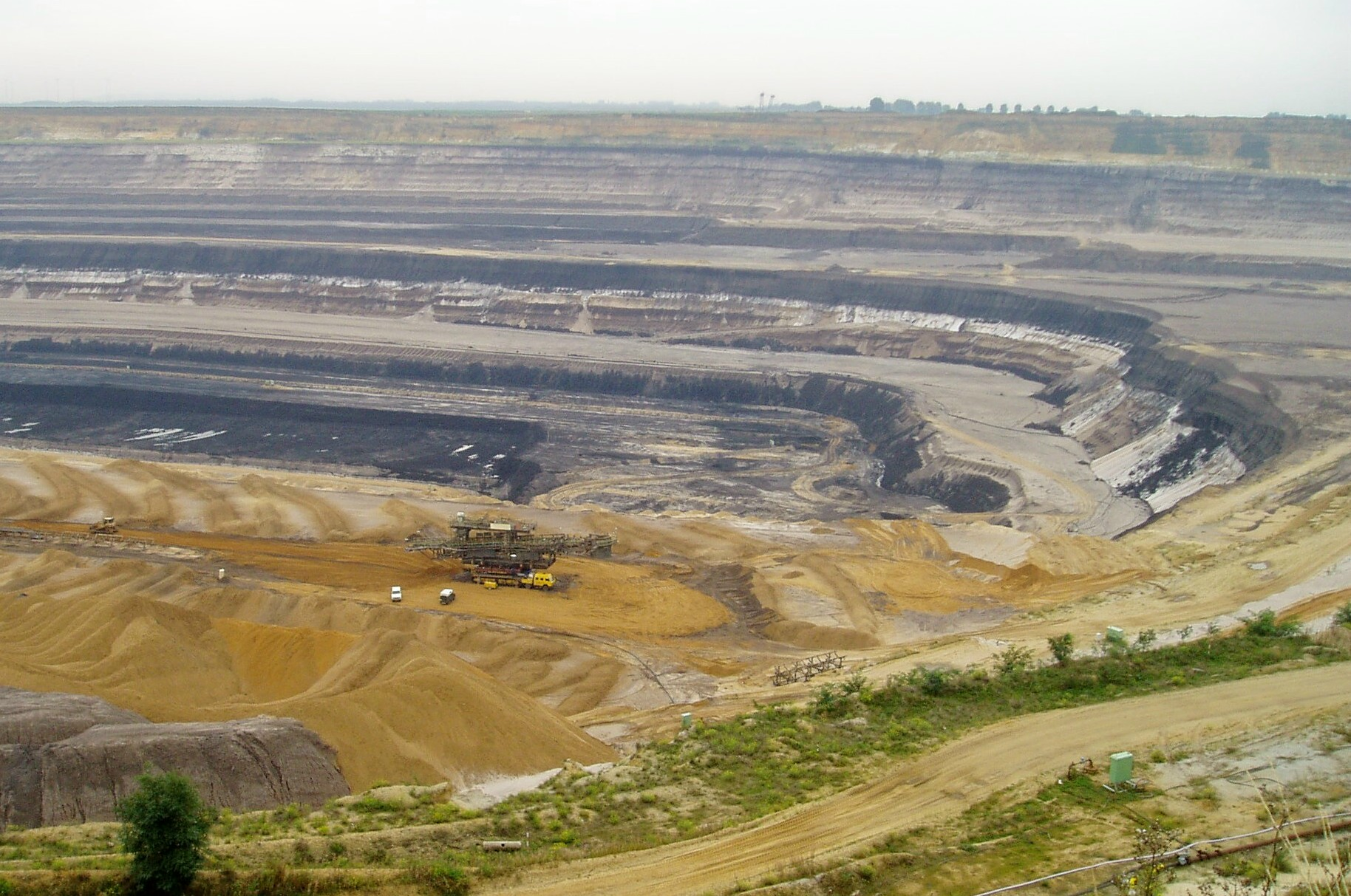
德国格雷文布罗伊希附近的露天褐煤矿

褐煤是一种低热质的煤炭，是发育不完全，处于次烟煤和泥炭之间状态的煤。在煤炭资源比较缺乏的地区应用比较广泛，俄罗斯、美国、加拿大、印度、澳大利亚和欧洲一些国家都在开采，其中作为发电厂燃料应用比较广泛的有希腊，占电厂总燃料的50%，在德国占25%。全世界褐煤总储量估量4兆吨，占全世界煤炭总储量40%。
褐煤的颜色为深褐色，含碳量为25-35%，水分含量高达66%，灰分含量为6%-19%。其发热量为10-20 兆焦/公斤
褐煤含挥发分较高，因此比较容易进行液化或气化。但由于其含有较多的水分，且易自燃，会增加运输和储存成本，因此很少在市场流通。一般会在褐煤矿附近建设发电厂，直接做燃料消耗。褐煤电厂的污染物排放量要比消耗普通煤的电厂大，尤其是和露天煤矿一起，经常会引起环境保护人士和政治家的异议。
褐煤的成煤年代要比普通煤年轻，一般存在于第三纪的地层中。一般分为两种：木煤和真褐煤。

## 产量
| 国家                 | 1970    | 1980      | 1990      | 2000    | 2001    |
| -------------------- | ------- | --------- | --------- | ------- | ------- |
| 德国                 | 369.300 | 388.000   | 356.500   | 167.700 | 175.400 |
| 俄羅斯               | 127.000 | 141.000   | 137.300   | 86.400  | 83.200  |
| 美国                 | 5.400   | 42.300    | 82.600    | 83.500  | 80.500  |
|                      | 24.200  | 32.900    | 46.000    | 65.000  | 67.800  |
| 希腊                 | 8.100   | 23.200    | 51.700    | 63.300  | 67.000  |
| 印度                 | 24      | 24        | 24        | 24      | 24      |
| 波蘭                 | 32.800  | 36.900    | 67.600    | 61.300  | 59.500  |
| 土耳其               | 4.400   | 15.000    | 43.800    | 63.000  | 57.200  |
| 捷克                 | 67.000  | 87.000    | 71.000    | 50.100  | 50.700  |
| 中华人民共和国       | 13.000  | 22.000    | 38.000    | 40.000  | 47.000  |
| 南斯拉夫             | 26.000  | 43.000    | 60.000    | -       | -       |
| 塞爾維亞與蒙特內哥羅 | -       | -         | -         | 35.500  | 35.500  |
| 羅馬尼亞             | 14.100  | 27.100    | 33.500    | 17.900  | 29.800  |
|                      | 5.700   | 10.000    | 10.000    | 26.000  | 26.500  |
| 总计                 | 804.000 | 1,028.000 | 1,214.000 | 877.400 | 894.800 |

## 中国的褐煤
中国已探明褐煤保有储量1300亿吨，占全球煤炭储量13%。另有褐煤预测资源量1900亿吨。成煤时期为晚侏罗世为主，主要分布在内蒙古东部的褐煤带上，占全国褐煤储量3/4，如：
- 大雁煤田：呼伦贝尔市属国企
- 宝日希勒煤田：神华集团
- 呼山煤田，山东能源集团肥城矿业
- 伊敏煤田，华能伊敏煤电公司
- 伊敏五牧场煤田：华能控股
- 红花尔基煤田
- 呼和诺尔煤田
- 扎赉诺尔煤田：呼伦贝尔市属国企
- 霍林河煤田：通辽市地方国有独资
- 平庄煤田与元宝山煤田：中国国电集团控股
- 乌尼特煤田
- 白音华煤田：一号露天矿由中国国电集团平庄矿务局、二号露天矿由中电投白音华煤电公司、三号露天矿由中电投蒙东能源公司、四号露天矿由阜新矿务局开采。
- 胜利煤田：西一号露天矿由神华集团、西二号露天矿由由中国国电集团平庄矿务局、东一号露天矿为储备资源、东二号露天矿由大唐国际、东三号露天矿为储备资源。
- 白音乌拉煤田

云南省的褐煤煤田形成于第三纪，主要有：
- 昭通煤田
- 先锋煤田
- 小龙潭煤田

其他褐煤资源：
- 山东龙口煤田
- 吉林珲春煤田
- 吉林舒兰
- 沈阳矿务局
- 广西百色右江矿务局
- 云南宜良煤田
- 文山州普阳煤矿

## 参看
- 费托合成（Fischer–Tropsch process）
- 肯珀项目（Kemper Project）
- 煤的能量价值（英语：Energy value of coal）
- 数量级 (比能)